# Jessy Kramer
Jessy Anna Kramer (født 16. februar 1990 i Zijdewind, Holland) er en tidligere hollandsk håndboldspiller, som sidst spillede for Toulon Saint-Cyr Var Handball i LFH Division 1 Féminine og Hollands kvindehåndboldlandshold. 
Hun deltog sammen med resten af det landsholdet ved VM i håndbold 2011 i Brasilien.
Hun var med til at vinde VM-guld for Holland, ved VM i kvindehåndbold 2019 i Japan, efter finalesejr over Spanien, med cifrene 30-29.